# 40e division blindée
Pour les articles homonymes, voir 40e division.
La 40e division blindée était une division blindée de l'armée des États-Unis entre 1954 et 1967.

## Histoire
Le 1er juillet 1954, la 40e division d'infanterie de retour de la guerre de Corée est transformé en division blindée de l'Army National Guard. Elle est dissoute en 1967

### Sources
- (en) Cet article est partiellement ou en totalité issu de l’article de Wikipédia en anglais intitulé « 40th Armored Division (United States) » (voir la liste des auteurs).